# 谷文达
谷文达（1955年—）是一名当代艺术家，出生于中国上海市，现居纽约。1981年，谷文达毕业于中国美术学院国画系研究生班，曾参与“85新潮”创作，1987年移居美国。